# 581
581(오백팔십일)은 580보다 크고 582보다 작은 자연수다.

## 수학
- 합성수로, 그 약수는 1, 7, 83, 581이다. 진약수의 합은 91이므로, 581은 부족수다.
- {\displaystyle 581=191+193+197}
  - 연속하는 세 소수(素數)의 합으로 나타낼 수 있으며, 이 성질을 지닌 앞의 수는 565, 다음 수는 589다.

## 교통

### 철도
- 일본국유철도 581계 전동차(일본어판, 영어판)

### 도로
- 유럽 고속도로 581호선: 루마니아 머러셰슈티에서 우크라이나 오데사까지 이어지는 유럽 고속도로.
- 현도 제581호선

## 군사
- U-581(영어판, 독일어판): 제2차 세계 대전에 사용된 나치 독일의 군용 잠수함.

## 문화유산
- 대한민국의 보물 제581호: 경주 골굴암 마애여래좌상

## 기타
- 연도: 581년, 기원전 581년